# De Witt (Arkansas)
De Witt – miasto w Stanach Zjednoczonych, w stanie Arkansas, w hrabstwie Arkansas.